# Studio Fantasia
Studio Fantasia (スタジオ・ファンタジア, Sutajio Fantajia) fue un estudio de animación japonés  (anime). Estuvo ubicado en Nerima-ku, Tokio y fue fundado el 12 de octubre de 1983.
El 16 de noviembre de 2016, la empresa se declaró en quiebra.

## Producciones
- Cream Lemon (1987)
- Project A-ko (1988)
- Kōnaishasei (1990)
- All-Purpose Cultural Cat-Girl Nuku Nuku (OVA, 1992)
- Aozora Shōjotai (OVA, 1994-1996)
- Compiler (OVA 1994)
- Megami Paradise (OVA, 1995)
- Jungle de ikou (OVA 1997)
- Agent Aika (OVA, 1997-1999)
- Labyrinth of Flames (Honō no Labyrinth) (OVA, 2000)
- Najica Blitz Tactics (serie de TV, 2001)
- Stratos 4 (Serie de TV y OVAs, 2003-2006)
- Kimi ga Nozomu Eien (Serie de TV, 2003)
- Saishū Heiki Kanojo (OVA, 2005)
- Kirameki Project (OVA, 2005)
- Sōkō no Strain (Serie de TV, 2006)
- AIKa R-16 Virgin Mission (OVA, 2007)
- Glass Maiden (TV 2008)
- AIKa ZERO (OVA, 2009)

## Perfil del Estudio
- Nombre Completo: Yugen-kaisha Studio Fantasia (有限会社スタジオ・ファンタジア, Yugen-kaisha Sutajio Fantajia)
- Fundación: 12 de octubre de 1983
- Ubicación: Nerima-ku, Tokio, Japón